# مسلك هوائي مريئي رغامي
المسلك الهوائي المريئي الرغامي هو جهاز إدخال أعمى لمجرى الهواء [الإنجليزية] يُستعمل عادةً في حالات الطوارئ أو قبل وصول الحالات إلى المستشفى. صُمم لتوفير مجرى هوائي لتسهيل التهوية الميكانيكية للمريض الذي يُعاني من ضيق التنفس.